# Bagram
Bagram (även Begram, Kapici eller Kapisa) är en stad, belägen 60 kilometer norr om Kabul i provinsen Parwan, Afghanistan. Staden är även huvudort för distriktet Bagram.
På platsen låg det en antik stad, där Ghorbands och Pansjshirs dalar möts nära dagens Charikar. Den fungerade som en knutpunkt på Sidenvägen från Indien längs Sidenvägen, som leder västerut genom bergen mot Bamiyan. Staden Bagram ligger också alldeles intill Bagram Airfield, som är den största amerikanska militärbasen i Afghanistan.
Staden förstördes av Kyros II, återställdes av Darius I och blev återuppbyggd och befäst av Alexander den store. Stadsmurarna byggdes av tegel och förstärktes med torn i hörnen. Bagram var då en av de stora städerna i den grekisk-baktriska riket. 